# Xaman de Trois-Frères
El Xaman de Trois-Frères o Bruixot de Trois-Frères, també conegut com a Xaman dansaire o Bruixot dansaire, és una figura parietal de tipus antropozoomorf, pintada cap al 13000 abans de la nostra era a la Cova decorada de Trois-Frères, una de les tres coves de Volp del departament d'Arièja d'Occitània, a l'estat francés. Henri Breuil l'inclogué en els seus esbossos d'art rupestre i el publicà en els anys 1920, i això el va popularitzar i va influir en moltes teories posteriors sobre la figura.

## Situació
És a la "Sala del santuari", en una posició descrita per Henri Bégouën: “a la paret del fons de la sala que forma la part posterior del nivell inferior de la cova, a més de 400 m de l'entrada, i on es recullen tots els gravats»; la naturalesa inusual de la decoració pot reflectir l'ús de la cambra per a la pràctica de rites i cerimònies màgiques.
El xaman és la figura més cèlebre de la cova: va cobert amb una pell de bisó que li colga parcialment l'esquena i el cap. Té braços i cames humans, genitals masculins, cua de cavall, ulls de mussol, barba llarga, i duu un tocat amb orelles i astes de cérvol.
Fa uns 75 cm d'alçada per 50 cm d'amplada. Està totalment gravat i té les parts del cos pintades de negre amb carbonet. La pintura sembla una mica descolorida en alguns llocs, però mai no es va pintar pas tot el cos. El front i els ulls tenen rastres de color, igual que les línies del nas.
També anomenat Petit bruixot amb arc musical, pel moviment de les cames, sembla ballar, mentre fa vibrar la corda del seu instrument musical, l'extrem del qual sosté amb la boca. L'etnomusicòloga Lucie Rault suggereix veure «una escena d'aproximació de caça encara hui comuna en alguns pobles nadius americans i asiàtics, prenent l'animal caçat com a tòtem i ancestre, barrejant-se amb el ramat en una dansa màgica en què l'ésser humà s'assimila a l'animal caçat, no sols per l'aparença, sinó també pel crit que fa com una crida: aquesta comunió ritual amb la víctima justifica la caça, com a acte de sacrifici».

### Ingredients de la pintura
La pintura és feta de feldespat potàssic ((K, Na) [Si 3 AlO 8 ]), i el pigment negre és manganés.

## Interpretacions
Les anomenades figures antropozoomorfes tenen diferents interpretacions possibles, que no són pas excloents. Henri Bégouën expressa dubtes sobre la hipòtesi d'una representació d'una disfressa per a l'acostament a la caça, perquè aquesta "disfressa" és dispar (una tal disfressa hauria de ser uniforme i adaptada a l'espècie objectiu). Altres interpretacions l'han vist com un bruixot practicant un ritu màgic o un déu dels animals que donaria lloc al posterior "déu banyut", o fins i tot com un xaman en trànsit.

## Semblances amb altres obres
Algunes coves del Paleolític superior europeu estan decorades amb representacions de quimeres meitat humanes, meitat animals, i la part animal sovint són bisons, rens o cérvols; aquestes figuracions anomenades antropozoomorfes poden haver tingut una funció en els rites, possiblement xamàniques. El dibuix més antic d'aquest tipus s'ha trobat a la Cova de Chauvet, on una figura bípeda de 36.000 anys d'antiguitat (34000 abans de la nostra era aprox.) amb la part superior del cos d'un bisó i la part inferior d'una persona fou dibuixada en una estalactita, enfront de la representació d'una vulva.
Una tauleta d'esquist gravada procedent de la Cova de Espélugues (Lorda), al principi mal compresa per Édouard Piette i després reinterpretada per Henri Breuil, presenta la figura d'un home també amb barba llarga, cua llarga i potser astes de cérvol. Altres figures semblants a l'estat francés són el Bruixot dansaire de Gabillou, el dansaire amb cap d'os de Mas d'Azil, i a la Cova d'Addaura.
Péringuey reprodueix un fresc de Boshima que representa un personatge en la mateixa posició, disfressat d'animal. Altres frescs de Boshima representen humans emmascarats coberts amb pells d'animals, alguns amb cua i avancen en la mateixa posició que el Xaman de Trois-Frères.

Barth va trobar una escultura mural al nord-oest del llac Txad d'una persona amb una màscara d'antílop i una cua espessa. 

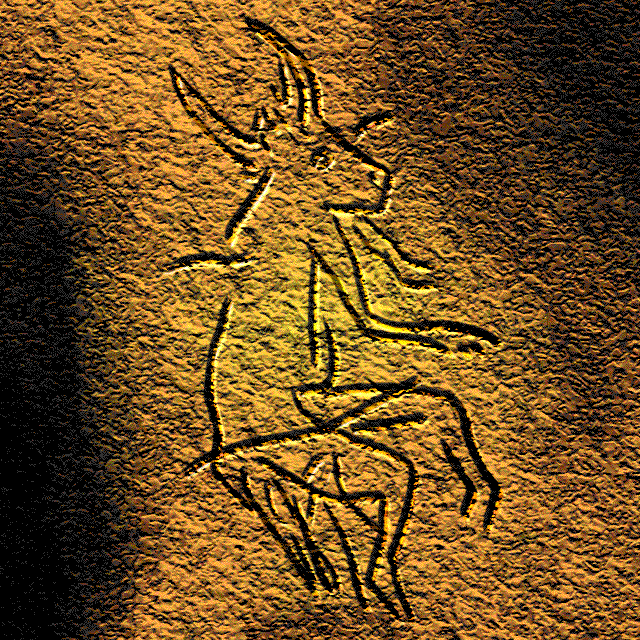
Cova de Gabillou
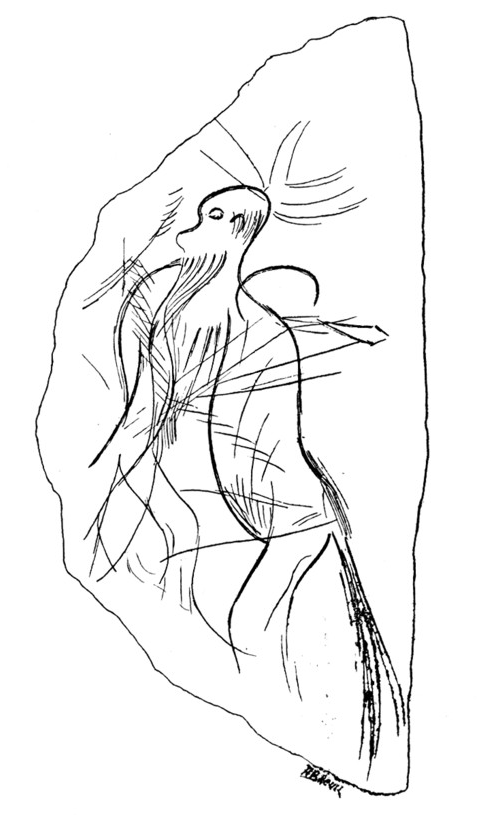
Cova dels Espélugues